# Lotus SmartSuite
SmartSuite foi um programa para escritório, desenvolvido pela Lotus Software. Havia versões para sistemas operacionais IBM OS/2 Warp e Microsoft Windows.

## Aplicativos
Os seguintes aplicativos estavam inclusos no SmartSuite para Microsoft Windows:
- Lotus Word Pro — processador de texto, antigamente chamado de Ami Pro (arquivos com extensão .lwp)
- Lotus 1-2-3 — planilha eletrônica (arquivos com extensão .123, .wk1, .wk3, .wk4)
- Lotus Freelance Graphics — software de apresentação gráfica (arquivos com extensão .prz)
- Lotus Approach — banco de dados (arquivos com extensão .apr (relatórios), .dbf (banco de dados))
- Lotus Organizer — calendário (arquivos com extensão .org, .or2, .or3)
- Lotus SmartCenter — uma barra de ferramentas (toolbar) para acesso rápido ao calendário, favoritos e programas
- Lotus FastSite — software para criação de sites (arquivos com extensão .htm)
- Lotus ScreenCam — software para captura de tela (screencast), para criação de tutoriais em vídeo (arquivos com extensão .scm, .exe, .wav)